# Crebinsky
Crebinsky és una pel·lícula de ficció gallega dirigida per Enrique Otero i estrenada l'abril de 2011. El seu pressupost era de 1.365.455 euros.

## Argument
La història se situa a la costa gallega el juny de 1944, en el context de la Segona Guerra Mundial. Feodor i Mikhail Crebinsky són dos germans, fills de Maria Cribeiro i Vladimir Crebinsky, un pilot rus que havia patit un accident d'avió anys abans. En un altre accident, els nens queden orfes i, després de les pluges torrencials, el riu creix i inunda el poble on viuen. Conduïts pel corrent, els germans i la seva vaca Mucha apareixen a la costa. Fan una caseta no gaire lluny d'un far que sobreviu gràcies a les esquerdes, als objectes deixats pel mar. Els germans Crebinsky van ser criats sols des de ben joves, de manera que tenen una relació particular (es comuniquen amb frases senzilles i directes) i una forma d'existència peculiar (sense conèixer l'ús real dels objectes que troben, els reciclen com a més adequats) en tot moment amb un gran enginy artesanal).
Sense saber-ho, participen en la guerra. Un pilot alemany de la Luftwaffe té un accident a la platja i un submarí nord-americà decideix aterrar-hi. Els soldats alemanys que treballaven a prop, en una mina de tungstè, van junt amb un falangista a la recerca del pilot ferit, ja que portava un transmissor de ràdio. Els germans comencen un viatge per la zona a la recerca de la seva vaca i arriben a una revetlla en la que actua un grup musical. Finalment troben la vaca, al costat de la tomba dels seus pares. En aquell moment la vaca mor, i els germans tornen al seu poble natal.

## Repartiment
- Miguel de Lira com Feodor Crebinsky
- Sergio Zearreta com Mijail Crebinsky
- Luis Tosar com comandant nord-americà
- Celso Bugallo com faroner
- Iolanda Muíños Paredes com María Cribeiro
- Farruco Castromán com falangista
- Oliver Schultz com general nazi
- Patricia de Lorenzo Loli
- Iván Marcos com soldat nord-americà
- Jorge Taboada com Feodor Crebinsky de petit
- Antía Baget com Loli
- Oscar Pombo com a Mijail Crebinsky de petit
- Manuel Cortés com a soci de Loli
- Oliver Bigalke com a tècnic de comunicacions alemany
- Roberto Sánchez com Vladimir Crebinsky
- Pepe Soto com a constructor de l'avió
- Danny Raatzke com a Kowalsky, un soldat alemany

## Rodatge
Es va rodar entre 15 de setembre i 30 d'octubre el 2008 a Espasante (Ortigueira), Portomarín, Mañón, i Santiago de Compostel·la.

## Banda sonora
La música de la pel·lícula va ser composta per Pablo Pérez. La banda sonora inclou dos boleros interpretats per Patricia de Lorenzo. La música va ser interpretada en directe per la banda Universo Crebinsky, formada per Vadim Yukhnevich (veu i acordió), Pablo Pérez (contrabaix), Fernando Abreu (clarinet), Carlos Castro (vibràfon) i percussió), Xacobe Lamas (violí), Miguel Queixas (bateria), Pablo Rega (guitarra) i Enrique Otero (teclats).

## Premis i nominacions
Al Festival de Màlaga de cinema espanyol de 2011 va rebre dos premis: el millor guió i el premi Signis. Va ser seleccionada al Festival Internacional de Cinema de Busan de 2010 (PIFF) a Corea del Sud.
Va rebre el premi Agave 2011 a la millor pel·lícula a la segona edició de l'Oaxaca FilmFest a Oaxaca de Juárez.

### Premis Mestre Mateo
En la 9a edició dels Premis Mestre Mateo, Crebinsky tenia 12 candidatures, de les que finalment va aconseguir quatre guardons: actor protagonista (Miguel de Lira), direcció artística (Ángel Amaro i Nanda Cuíña), direcció de fotografia (Sergio Franco) i maquillatge i pentinat (Susana Veira).
| Any       | Categoria                     | Receptor                        | Resultat    |
| --------- | ----------------------------- | ------------------------------- | ----------- |
| 9a edició | Millor pel·lícula             | Enrique Otero                   | Nominat     |
| 9a edició | Millor director               | Enrique Otero                   | Nominat     |
| 9a edició | Millor actor                  | Miguel de Lira                  | Guanyador   |
| 9a edició | Millor guió                   | Miguel de Lira i Enrique Otero  | Nominats    |
| 9a edició | Millor direcció de producció  | Sergio Gil i Pilar Pérez Solano | Nominats    |
| 9a edició | Millor direcció artística     | Ángel Amaro i Nanda Cuíña       | Guanyadores |
| 9a edició | Millor muntatge               | J. R. Lorenzo i Enrique Otero   | Nominats    |
| 9a edició | Millor música original        | Pablo Pérez                     | Nominat     |
| 9a edició | Millor so                     | Diego S. Staub i Xavier Souto   | Nominat     |
| 9a edició | Millor fotografia             | Sergio Franco                   | Guanyador   |
| 9a edició | Millor maquillatge i pentinat | Susana Veira                    | Guanyadora  |
| 9a edició | Millor disseny de vestuari    | Carlos Alonso i Eva Camino      | Nominats    |